# صفحات انتخاب فرکانس
صفحات انتخاب فرکانس
صفحات انتخاب فرکانس (frequency selective surfaces) که به اختصار FSS گفته می‌شوند به چینش منظم یا غیر منظم اشکال مختلف که معمولاً از جنس فلز گویند که جهت عبور یا عدم عبور محدوده‌ای از فرکانس‌ها، به کار گرفته می‌شوند.
به دلیل اهمیت و کارایی قابل قبول آن‌ها مخصوصاً در فرکانس‌های بالا، از آن‌ها به عنوان پوشش (radome) و برای کنترل سطح مقطع راداری (radar cross- section) استفاده می‌شود. امروزه به دلیل پیچیدگی در محاسبات این نوع فیلترها هنگام بالا رفتن تعداد تکرارها (و تأثیر متقابلی که هر جریان بر جریان‌های مجاور می‌گذارد)، تحقیقات به سمت ساخت فیلترهایی با خاصیت انتخاب فرکانس ذاتی (inherent frequency selective surfaces) بیشتر انجام می‌شود.
مراحل ساخت فیلتر FSS به روش سنتی:
1. با استفاده از دستگاه تبخیر (evaporator)، یک لایه بسیار نازک فلز بر روی زیر لایه عایق (substrate) که از جنس پلی اتیلن یا پلی پروپیلن است، در مرتبه صد نانومتر، ایجاد می‌شود.
2. لایه نازکی از مقاومت‌های نوری (photo resist) با چرخش نمونه در سرعت بسیار بالا، روی فلز ایجاد می‌شود و می‌نشیند.
3. هنگامی که مقاومت‌های نوری روی نمونه قرار گرفت، با استفاده از تابش نور فرابنفش و یک شابلون از جنس جوهر یا فلز روی شیشه، شکل کلی فیلتر را بدست می‌آوریم.
4. حال لایه مقاومت نوری که در معرض نور فرابنفش بوده‌است را با محلول، از بین می‌بریم.
5. در این مرحله با اسید، فلزی که روی آن مقاومت نوری قرار ندارد، از بین می‌رود (آن جاهایی که مقاومت نوری دارد، در این مرحله آسیبی نمی‌بینند)
6. در نهایت، مقاومت نوری روی فلز باقی‌مانده را با حل‌کننده، از بین می‌بریم و فیلتر آماده می‌گردد.

تشریحی ریز بینانه از فیلترهای FSS
اگر الکترون آزادی حرکت در راستای میدان الکتریکی را داشته باشد (شکل a)، در همان جهت به نوسان می‌افتد و انرژی موج رسیده به آن، تبدیل به انرژی جنبشی الکترون شده و در واقع، مقدار انرژی خیلی کمی از صفحه عبور خواهد کرد. در غیر این صورت، اگر الکترون امکان و آزادی جابجایی در راستای میدان الکتریکی را نداشته باشد (شکل b) آنگاه انرژی کمی توسط الکترون جذب شده، مقدار زیادی از انرژی تابیده شده به صفحه، از آن عبور خواهد کرد.
برای تشریح بهتر این نوع فیلترها، فرض کنید یک موج با فرکانس بالا (طول موج کم) و موج دیگری با فرکانس پایین (طول موج زیاد)، به فیلترهای شکل بالا، تابیده شوند. (میدان الکتریکی یک بار عمود بر خطوط فلزی و یک بار موازی با آنها)
اگر موج با طول موج زیاد، به فیلتر شکل a بتابد، الکترون‌ها پس از این که در وضعیت شکل b قرار گرفتند، به مدت زیادی در آن حالت باقی می‌مانند (به دلیل فرکانس پایین موج تابیده شده) و در نتیجه انرژی کمی از موج تابیده شده صرف انرژی جنبشی الکترون‌ها می‌شود. در همین شکل a تصور کنید که موجی با فرکانس بالا بتابد. چون پلاریته میدان الکتریکی به سرعت تغییر می‌کند، الکترون‌ها هم به سرعت تغییر وضعیت می‌دهند و انرژی زیادی از موج تابیده شده تبدیل به انرژی جنبشی الکترون‌ها می‌شود و در نتیجه انرژی عبوری از صفحه خیلی کم است. پس این فیلتر، یکی فیلتر پایین گذر برای امواج با پلاریزاسیون خطی میدان الکتریکی در راستای عمود بر خطوط فلزی فیلتر می‌باشد.
همین استدلال را برای فیلتر شکل c می‌توان انجام داد. اگر موجی با فرکانس پایین به فیلتر شکل c بتابد، به دلیل طول موج بالای موج تابیده شده، الکترون کل مسیر فلز را طی می‌کند و انرژی زیادی از موج می‌گیرد و بالعکس، برای امواج با طول موج کم، الکترون مسافت خیلی کمی را هر بار طی می‌کند که اصلاً شتاب نرفته و مقدار انرژی کمی از موج صرف انرژی جنبشی آن‌ها می‌شود و انرژی زیادی از صفحه، عبور می‌کند و در نتیجه این فیلتر، یکی فیلتر بالا گذر برای امواج با پلاریزاسیون خطی میدان الکتریکی موازی با خطوط فلزی فیلتر می‌باشد.
در شکل زیر، خطوط فلزی بلند، به دلیل داشتن خاصیت القایی، با یکی سلف تقریب زده می‌شود. اما اگر همین شکل، به صورت تکه به تکه، قرار گیرد، دارای خاصیت سلفی و خازنی می‌شود که برای ساختن فیلترهای band-reject استفاده می‌شود.